# 29-я моторизованная дивизия (вермахт)
29-я моторизованная дивизия (нем. 29. Infanterie-Division (mot.), 29. Panzergrenadier-Division) — тактическое соединение сухопутных войск нацистской Германии. Принимала участие во Второй мировой войне.

## История дивизии
Сформирована как 29-я пехотная дивизия в Эрфурте в 1936 году, в 1937 г. преобразована в 29-ю моторизованную дивизию.
Польская кампания
В польской кампании наступала во втором эшелоне 47-го моторизованного корпуса.
Вторжение в СССР
22 июня 1941 года вторглась в Белоруссию в составе 2-й танковой группы. 25 июня 1941 года прикрывала Слоним от контратак советских войск. В июле 1941 года наступала на Смоленск. К 15 июля овладела частью Смоленска. 10 августа 1941 года находилась в Рославле. Осенью 1941 года действовала в составе 47-го МК в районе Орла и Брянска.
В ночь на 30 ноября 1941 года, подтянув из района Михайлова части 29-й моторизованной и 167-й пехотной дивизий, немцы пытались контратаковать 9-ю танковую бригаду РККА, но все контратаки были отбиты.
Сталинград
В сентябре 1942 года в составе 4-я танковой армии вела наступление на Сталинград с южного направления (см. Сражение у разъезда 74-й километр.)
В составе 4-го армейского корпуса 6-й полевой армии сражалась в Сталинграде. Капитулировала в январе 1943 года вместе с командиром.
Второе формирование
С марта 1943 формировалась заново во Франции, в июне 1943 переименована в 29-ю танково-гренадерскую дивизию (29. Panzergrenadier-Division) и действовала на Западном фронте, в Италии до марта 1945.

## Организация
| - 15-й пехотный полк - 71-й пехотный полк - 86-й пехотный полк - 29-й артиллерийский полк - 29-й противотанковый батальон - 29-й сапёрный батальон - 29-й батальон связи - 9-й автомобильный батальон | - 15-й моторизованный полк - 71-й моторизованный полк - 86-й моторизованный полк - 29-й артиллерийский полк (Artillerie-Regiment (mot.) 29) - 1-й артиллерийский дивизион 65-го артиллерийского полка - 29-й разведывательный батальон - 29-й противотанковый артиллерийский дивизион - 29-й батальон связи - 29-й сапёрный батальон (Pionier-Bataillon (mot.) 29) - 29-й запасной батальон |

| - 15-й моторизованный полк - 71-й моторизованный полк - 29-й артиллерийский полк - 29-й мотоциклетный батальон (Kradschützen-Bataillon 29) - 29-й противотанковый артиллерийский дивизион - 29-й сапёрный батальон - 29-й батальон связи - войска подчинявшиеся командиру снабжения 29-й моторизированной дивизии (Infanterie-Divisions-Nachschubführer (mot.) 29) | - 15-й моторизованный полк - 71-й моторизованный полк - 29-й артиллерийский полк - 129-й танковый батальон - 129-й разведывательный батальон (Aufklärungs-Abteilung 29) - 29-й противотанковый дивизион (Panzerjäger-Abteilung 29) - 313-й зенитный артиллерийский дивизион - 29-й сапёрный батальон - 29-й батальон связи - 29-й запасной батальон (Feldersatz-Bataillon 29) |

## Командиры
- генерал-лейтенант Густав фон Витерсхайм (1 октября 1936 — 1 марта 1938)
- генерал-лейтенант Йоахим Лемельзен (1 марта 1938 — 7 мая 1940)
- генерал-майор Виллибальд фрайхерр фон Лангерманн унд Эрленкамп (7 мая 1940 — 7 сентября 1940)
- генерал-майор Вальтер фон Больтенштерн (7 сентября 1940 — 20 сентября 1941)
- генерал-майор Макс Фремерей (20 сентября 1941 — 25 сентября 1942)
- генерал-майор Ганс-Георг Лейзер (25 сентября 1942 — 31 января 1943, взят в плен в Сталинграде)
- генерал-майор, затем генерал-лейтенант Вальтер Фрис (1 марта 1943 — 5 марта 1944)
- полковник Ганс Бёльзен (5-20 марта 1944)
- генерал-лейтенант Вальтер Фрис (20 марта — 31 августа 1944)
- генерал-лейтенант Фриц Полак (31 августа 1944 — до конца войны)

## Награждённые Рыцарским крестом Железного креста (26)
- Карл-Аугуст Похат, 05.08.1940 — оберстлейтенант, командир 29-го разведывательного батальона
- Ганс Хеккер, 05.08.1940 — оберстлейтенант, командир 29-го сапёрного батальона
- Вальтер Вессель, 15.08.1940 — полковник, командир 15-го моторизованного полка
- Виллибальд фрайхерр фон Лангерманн унд Эрленкамп, 15.08.1940 — генерал-майор, командир 29-й моторизованной дивизии
- Гюнтер Крач, 29.09.1940 — майор, командир 1-го дивизиона 65-го артиллерийского полка
- Оскар Альбрехт, 24.07.1941 — унтер-офицер, командир орудия 14-й (противотанковой) роты 15-го моторизованного полка
- Герхард Франц, 24.07.1941 — оберстлейтенант Генерального штаба, начальник оперативного отдела штаба 29-й моторизованной дивизии
- Вильгельм Хенц, 08.08.1941 — лейтенант, командир 2-й роты 29-го мотоциклетного батальона
- Вальтер фон Больтенштерн, 13.08.1941 — генерал-майор, командир 29-й моторизованной дивизии
- Вильгельм Томас, 13.10.1941 — полковник, командир 71-го моторизованного полка
- Юрген фрайхерр фон Гёрне-Плауэ, 20.10.1941 — капитан, командир 29-го разведывательного батальона
- Герман Рупперт, 12.01.1942 — лейтенант, командир взвода 3-й роты 15-го моторизованного полка
- Макс Фремерей, 28.07.1942 — генерал-майор, командир 29-й моторизованной дивизии
- Фитус Штюрбер, 29.12.1942 — оберстлейтенант, командир 71-го моторизованного полка
- Людвиг Хиршманн, 19.01.1943 — лейтенант, офицер 11-й батареи 29-го артиллерийского полка
- Вальтер Крюгер, 27.08.1943 — оберстлейтенант, командир 71-го моторизованного полка
- Фриц Полак, 27.08.1943 — полковник, командир 29-го артиллерийского полка
- Карл-Хайнц Хольцапфель, 11.09.1943 — капитан, командир 29-го сапёрного моторизованного батальона
- Георг фон Штюнцнер, 17.09.1943 — оберстлейтенант Генерального штаба, начальник оперативного отдела штаба 29-й моторизованной дивизии
- Макс Улих, 02.11.1943 — полковник, командир 15-го моторизованного полка
- Эвальд Шерлинг, 26.01.1944 — обер-ефрейтор, пулемётчик 9-й роты 15-го моторизованного полка
- Эрнст-Георг барон фон Хейкинг, 06.04.1944 — ротмистр, командир 3-го (егерского)[1] батальона 15-го моторизованного полка
- Ганс-Гюнтер Дёнике, 27.07.1944 — капитан, командир 1-го батальона 71-го моторизованного полка
- Хельмут Майтцель, 27.07.1944 — капитан, командир 2-го батальона 15-го моторизованного полка
- Фриц Шмидт, 09.12.1944 — обер-лейтенант, адъютант 2-го батальона 15-го моторизованного полка
- Ганс Дрекслер, 12.01.1945 — капитан, командир 4-й роты 129-го разведывательного батальона

### Рыцарский Крест Железного креста с Дубовыми листьями (2)
- Вальтер Вессель (№ 76), 17.02.1942 — полковник, командир 15-го моторизованного полка
- Вальтер Фрис (№ 378), 29.01.1944 — генерал-лейтенант, командир 29-й моторизованной дивизии

### Рыцарский Крест Железного креста с Дубовыми листьями и Мечами
- Вальтер Фрис (№ 87), 11.08.1944 — генерал-лейтенант, командир 29-й моторизованной дивизии